# Monte Minshew
Il Monte Minshew (in lingua inglese: Mount Minshew) è una prominente montagna, prevalentemente coperta di ghiaccio, caratterizzata da una piccola vetta sommitale di roccia esposta, alta 3.895 m, situato 6 km a ovest del Faure Peak, all'estremità nordoccidentale del Wisconsin Plateau, nel Wisconsin Range della catena dei Monti Horlick, nei Monti Transantartici, in Antartide.
Il monte è stato mappato dall'United States Geological Survey (USGS) sulla base di rilevazioni e foto aeree scattate dalla U.S. Navy nel periodo 1960-64.
La denominazione è stata assegnata dall'Advisory Committee on Antarctic Names (US-ACAN), in onore di Velon H. Minshew, geologo che faceva parte del gruppo dell'Ohio State University che aveva esplorato i Monti Horlick nel 1964-65.